# وستونینگ
وستونینگ (به انگلیسی: Westoning) یک روستا و محله مدنی در بریتانیا است که در Central Bedfordshire واقع شده‌است. وستونینگ ۲٬۰۰۱ نفر جمعیت دارد.